# Gronau (Leine)
Gronau (Leine) – miasto w Niemczech położone w kraju związkowym Dolna Saksonia w powiecie Hildesheim nad rzeką Leine, siedziba gminy zbiorowej Leinebergland. Do 31 października 2016 siedziba gminy zbiorowej Gronau (Leine). Dzień później pięć gmin: Banteln, Betheln, Brüggen, Despetal oraz Rheden, które należały do tej gminy zbiorowej zostały przyłączone do miasta i stały się tym samym jego dzielnicami.

## Demografia
W dniu 3 listopada 2004 r. miasto liczyło 5 487 mieszkańców, 31 grudnia 2006 roku 5 413 mieszkańców, natomiast na dzień 31 grudnia 2008 r. w Gronau (Leine) mieszkało 5 315 osób.

## Współpraca
Miejscowości partnerskie:
- Dovre, Norwegia
- Honiton, Anglia
- Mézidon-Canon, Francja
- Wermsdorf, Saksonia